# Thomas Limpinsel

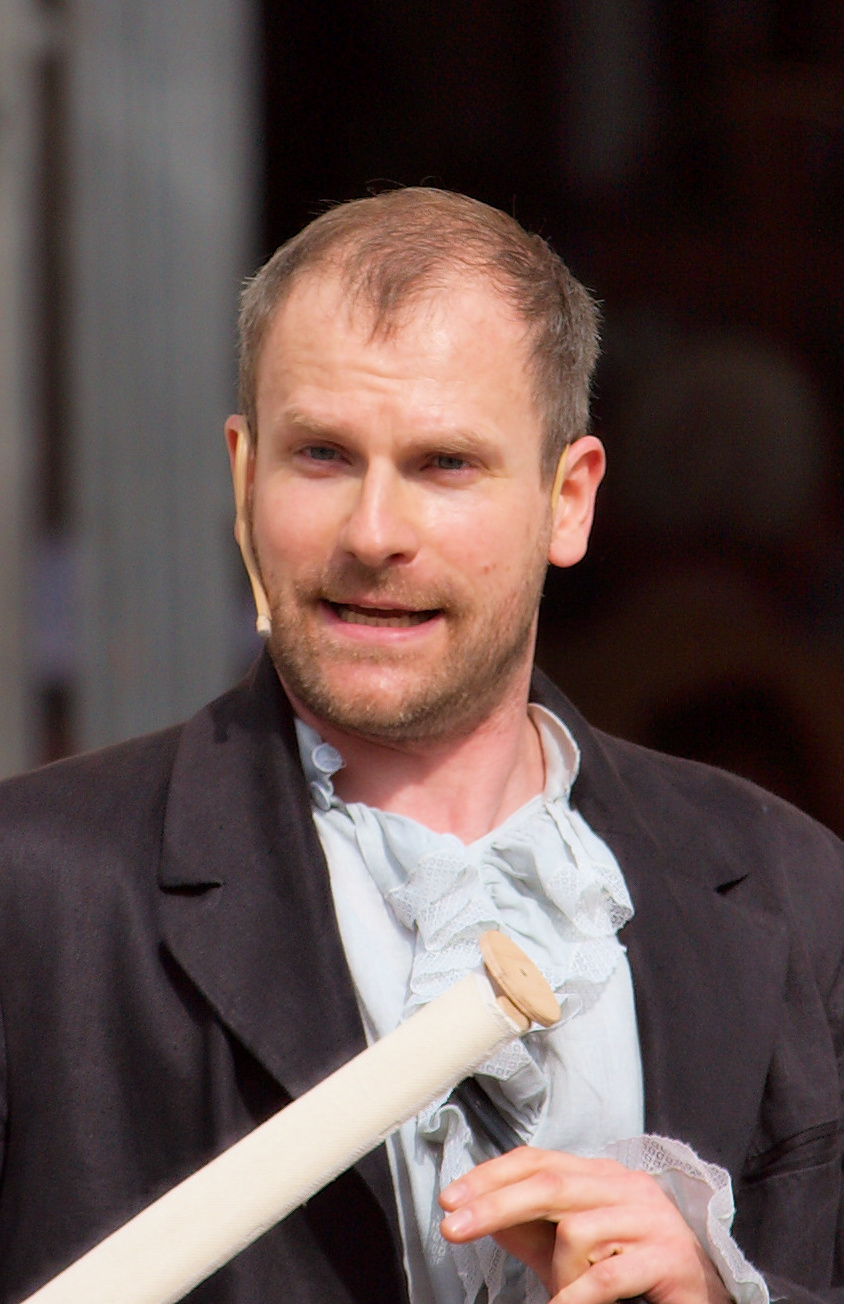
Thomas Limpinsel (2008)

Thomas Limpinsel (* 1965 in Essen) ist ein deutscher Schauspieler.

## Leben
Thomas Limpinsel studierte von 1987 bis 1991 Schauspiel an der Hochschule für Musik, Theater und Medien Hannover.
Nach dem Studium war er zunächst am Niedersächsischen Staatstheater engagiert, hatte ein Gastengagement am Stadttheater Hildesheim und folgte 1993 dem Intendanten Eberhard Witt an das Bayerische Staatsschauspiel München, wo er bis 1997 wirkte.
Seit 1997 arbeitet Thomas Limpinsel als freier Schauspieler und hatte Gastengagements am Bayerischen Staatstheater, am Schauspielhaus Bochum, am Burgtheater in Wien, den Salzburger Festspielen sowie auch an der Komischen Oper und dem Renaissancetheater, sowie dem Schlossparktheater in Berlin.
Neben der Theaterarbeit ist Thomas Limpinsel in zahlreichen Fernseh- und Kinoproduktionen präsent. Dazu gehören unter anderem die Bernd-Eichinger-Produktion Der Untergang, die Sat1-Comedy Paare (die mit einer Emmy-Nominierung gewürdigt wurde), die Fernsehserie Unser Lehrer Doktor Specht, der Fernsehfilm Rommel oder auch in verschiedenen Tatort-Episoden.
Seit 2023 verkörpert er Bundeswirtschaftsminister Robert Habeck im Singspiel auf dem Nockherberg.

## Filmografie (Auswahl)
- 1994: Unser Lehrer Doktor Specht (Fernsehserie)
- 1995: Der Trip
- 1997: Sketchup (Fernsehserie)
- 1999: Hotel Elfie
- 2001: Tatort: Zielscheibe
- 2002: Tatort: Lastrumer Mischung
- 2002 + 2004–2005: Schulmädchen (Fernsehserie)
- 2004: Der Untergang
- 2004: Tatort: Nicht jugendfrei
- 2004: Aus der Tiefe des Raumes – Mitten ins Netz!
- 2004–2008: Um Himmels Willen (Fernsehserie) Staffeln 3–5, 7
- 2005: Tatort: Requiem
- 2005: Der Bulle von Tölz: Liebesleid
- 2005: Die Rosenheim-Cops – Klassentreffen
- 2006: Shoppen
- 2006: Kommissar Stolberg, Episode: Todsicher (Fernsehserie)
- 2009: Der Kaiser von Schexing
- 2009: Tod aus der Tiefe
- 2009: Die Rosenheim-Cops – Tod im Milchsee
- 2010: Der letzte Bulle (Fernsehserie) – Episode: Bei Kuscheln Mord
- 2010: Hinter blinden Fenstern
- 2010: Satte Farben vor Schwarz
- 2011: Die Dienstagsfrauen … auf dem Jakobsweg zur wahren Freundschaft
- 2011: Kann denn Liebe Sünde sein?
- 2012: Die Rosenheim-Cops – Die letzte Sendung
- 2012: Rommel
- 2012: Hubert und Staller – Das Huhn, das faule Eier legt (Fernsehserie)
- 2013: München Mord: Wir sind die Neuen
- 2014: Hirngespinster
- 2014: Monsoon Baby
- 2014: Die Dienstagsfrauen – Sieben Tage ohne
- 2014: Tatort: Der Wüstensohn
- 2014: Unter Verdacht: Mutterseelenallein
- 2015: Süßer September
- 2015: Die Dienstagsfrauen – Zwischen Kraut und Rüben
- 2015: Der Alte – Folge 398: Sündenfall
- 2015: Heldt (Fernsehserie, Folge Heißes Eisen)
- 2015: Über den Tag hinaus (Fernsehfilm)
- seit 2015: Lena Lorenz (Fernsehreihe)
- 2015: Wilsberg: Russisches Roulette
- 2015: Notruf Hafenkante (Fernsehserie, Folge Ruhe sanft)
- 2015: Die Rosenheim-Cops – Das süße Erbe
- 2015: Abschussfahrt
- 2015: Die Maßnahme
- 2016: In aller Freundschaft – Die jungen Ärzte
(Fernsehserie, Folge Steh zu dir)
- 2017: Mord in bester Gesellschaft – Winters letzter Fall (Fernsehreihe)
- 2017: Kommissarin Lucas – Löwenherz
- 2017: Ein Kind wird gesucht
- 2017: Hubert und Staller – Eigentor (Fernsehserie)
- 2018: Wackersdorf
- 2018: Morden im Norden – Schwere Zeiten
- 2018: Tatort: Wir kriegen euch alle
- 2018: Urlaub mit Mama (Fernsehfilm)
- 2018: Gefangen – Der Fall K.
- 2019: Katie Fforde – Wachgeküsst
- 2019: Der Lehrer – Ok, in der Tonlage klingt das schon irgendwie dramatisch …
- 2019: Die Rosenheim-Cops – Ein Koch zu viel
- 2019: Gipfelstürmer – Das Berginternat  (Fernsehserie)
- 2019: Der Fall Collini
- 2019: Nimm Du ihn
- 2019: Rosamunde Pilcher: Raus in den Sturm
- 2019: SOKO Potsdam (Fernsehserie, Folge Familienschande)
- 2020: Der Lehrer – Influencer, nicht Influenza!
- 2020: Schönes Schlamassel (Fernsehfilm)
- 2021: Katie Fforde: Du lebst nur einmal (Fernsehreihe)
- 2021: Marie fängt Feuer – Spiel des Lebens (Fernsehreihe)
- 2021: In aller Freundschaft – Die jungen Ärzte (Fernsehserie, Folge Kleine Veränderungen)
- 2021: Faltenfrei (Fernsehfilm)
- 2021: Um die 50 (Fernsehfilm)
- 2021: Inga Lindström: Hochzeitsfieber (Fernsehreihe)
- 2022: SOKO Köln (Fernsehserie, Folge Täuschung)
- 2022: SOKO Stuttgart (Fernsehserie, Folge Krankes System)
- 2022: Bettys Diagnose (Fernsehserie, Folge Schmerzhafte Wahrheit)
- 2022: Die Glücksspieler (Fernsehserie)
- 2023: Schnell ermittelt (Fernsehserie, Folge Lucia Frost)
- 2023: SOKO Leipzig (Fernsehserie, Folge Aus deutschen Landen)
- seit 2023: Singspiel Nockherberg (als Robert Habeck)
- 2024: Wolfsland (Fernsehserie, Folge Schwarzer Spiegel)

## Theater
- Salzburger Festspiele in Jedermann als „Dünner Vetter“ (2007 bis 2012)
- Salzburger Festspiele in Jedermann für eine Person (2008)